# Krzysztof Bień (architekt)
Krzysztof Bień (ur. 26 sierpnia 1928 w Częstochowie) – polski architekt. Uznawany za jednego z wybitnych artystów związanych z Krakowem.

## Życiorys
W latach 1943–1945 był dowódcą sekcji kompanii „Zawisza” Szarych Szeregów. W 1945 r. odznaczony został Medalem Zwycięstwa i Wolności. W 1948 r.  uhonorowany brytyjskim Medalem Wojska. W latach 1947–1952 studiował na wydziałach politechnicznych Akademii Górniczej (późniejszej Akademii Górniczo-Hutniczej) w Krakowie. Studia na Wydziale Architektury AGH (późniejszym Wydziale Architektury Politechniki Krakowskiej) ukończył z dyplomem magistra inżyniera architekta. W latach 1953–1954 był asystentem na Wydziale Architektury AGH. W latach 1952–1982 pracował w biurach projektowych i pracowniach urbanistycznych (m.in. „Miastoprojekt”, Krakowskie Biuro Projektowo-Badawcze Budownictwa Ogólnego, „Inwestprojekt”, Wojewódzkie Biuro Projektów w Krakowie). W 1974 r. otrzymał Złotą Odznakę miasta Krakowa. Od 1982 prowadzi własną pracownię. Od 1954 r. członek Stowarzyszenia Architektów Polskich (1970–1973 prezes Koła, 1971–1976 członek Zarządu Oddziału Krakowskiego SARP, 1980–1997 najpierw członek, później sekretarz a następnie przewodniczący Oddziałowego Sądu Koleżeńskiego SARP).

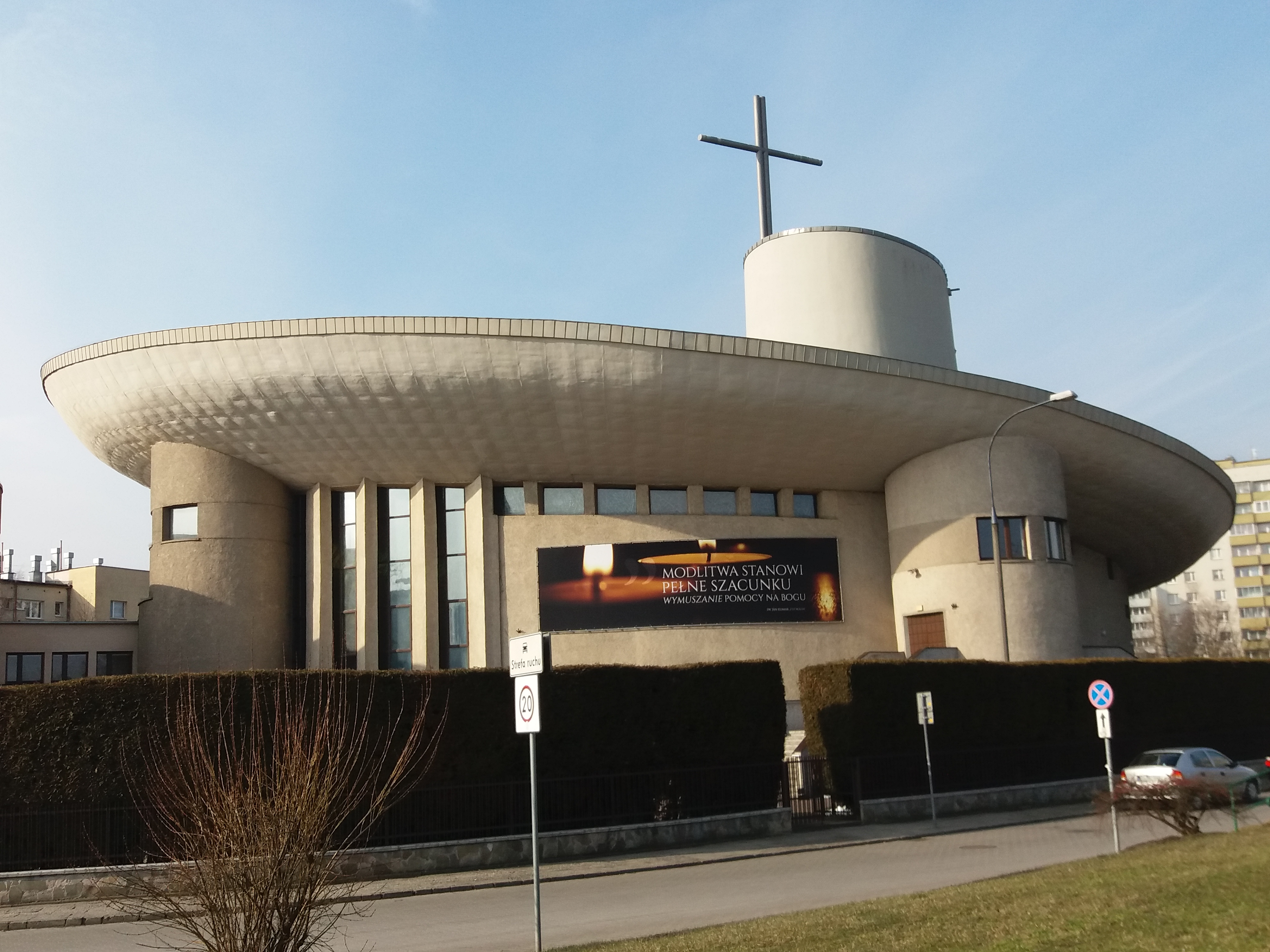
Kościół św. Jana Kantego w Krakowie

Główne realizacje: budynek przy ulicy Mazowieckiej 5 (1959), dom mieszkalny literata przy ulicy Szwedzkiej (1961), domy nad Jeziorem Zegrzyńskim, zabudowa miejska i osiedle mieszkaniowe Widok w Krakowie, osiedle Kasprowicza w Zakopanem (1974) i zespół ośrodków wczasowych w Korbielowie (1975), centrum handlowo - usługowe z zespołem budynków mieszkalnych przy ulicy Balickiej (1986), kościół św. Jana Kantego w Krakowie (1983–1992).
Od 1979 r. członek Komisji Architektury i Urbanistyki Polskiej Akademii Nauk. W 1987 r. otrzymał tytuł twórcy plastyka - architekta  oraz został odznaczony Krzyżem AK, a także Złotą Odznaką SARP
Żonaty, ma jednego syna.